# Can Munda
Can Munda és una casa d'Amer (Selva) inclosa a l'Inventari del Patrimoni Arquitectònic de Catalunya.

## Descripció
Immoble de quatre plantes cobert amb una teulada a dues aigües de vessants a façana. Està ubicat al costat dret de la Plaça de la Vila, però simultàniament fa cantonada a l'esquerra amb el carrer Narcís Jonquera.
La façana principal és la que dona a la Plaça de la Vila i està estructurada internament en tres crugies. La planta baixa, sector on trobem emplaçat el bar, consta de tres grans arcs de mig punt, conformant un porxo irregular, ja que els tres arcs són completament diferents. Així el de l'extrem esquerre presenta una sageta (alçada) més accentuada que la llum (amplada). Per la seva banda, el del centre és tot al contrari que l'anterior, ja que està rebaixat i amb la llum (amplada) molt més dilatada en comparació a la sageta. Finalment el de l'extrem dret es troba en una situació intermèdia.
El primer, segon i tercer pis han estat resolts partint del mateix esquema formal, que consisteix en l'aplicació de tres obertures per pis respectivament. Es tracta en total de nou obertures rectangulars amb llinda monolítica i muntants de pedra laterals, les quals són projectades com a balconades independents i equipades amb les seves respectives baranes de ferro forjat. Difereixen únicament en un aspecte i és en la gradació de la mida tant de les obertures com de les baranes. I és que a mesura que es va pujant de planta les obertures i les baranes van reduint sensiblement les seves dimensions.
El treball de la forja aplicat a les baranes és molt senzill i discret.
Tanca la façana en la part superior una àmplia cornisa de grans proporcions que junt amb les franges horitzontals de terracota, ornades amb formes variables, que anuncien l'arrancada dels diferents pisos, impregnen tota la façana d'una certa gràcia compositiva.
La majoria d'edificis de la Plaça de la Vila comparteixen entre ells tota una sèrie de paral·lelismes compositius, estructurals i formals molt evidents. I és que en tots sis (vegeu les fitxes de Ca la Tia Lola, Can Tana), Can Setze, l'Ajuntament, Ca l'Espinet i Can Tarradellas) trobem tota una sèrie de trets comuns i similituds com ara la façana estructurada en crugies combinant les dues –Ca la Tia Lola, Can Tana i l'Ajuntament– amb les tres –Can Munda– i una –Can Setze, Ca l'Espinet i Can Tarradellas– la coberta prima, per sobre de tot, la projecció a dues aigües de vessants a façana; la majoria d'immobles consten de tres plantes –a excepció de Can Setze, Can Munda i Ca l'Espinet de quatre–; proliferen per tota la façana un gran nombre de balconades equipades amb les seves respectives baranes de ferro forjat; el portal d'accés ha perdut protagonisme físic en quedar emmascarat per la porxada composta per arcs de mig punt; es tracta de porxades totalment heterogènies i sense seguir un patró uniforme com així ho evidencia la naturalesa irregular dels arcs de mig punt, els quals apareixen en totes les modalitats possibles: així tenim arcs de mig punt normals, arcs de mig punt rebaixats amb la llum (amplada) més accentuada que no pas la sageta (alçada) –Ca la Tia Lola– arcs de mig punt en què prima la sageta per sobre la llum –Can Tana– i arcs en què es produeix una relació equitativa entre la llum i la sageta –l'Ajuntament–; la pedra sol fer poc acte de presència a les façanes fins al punt que la trobem concentrada específicament en parts molt puntuals i específiques com ara les llindes, muntants i ampits de les diverses obertures; el tipus de pedra per excel·lència i que té més difusió és la pedra sorrenca, mentre que la pedra nummulítica o pedra calcària de Girona té poc protagonisme.

## Història
En l'actualitat s'estan duent a terme les pertinents obres de reconstrucció que tenen com a objectiu convertir l'immoble en un habitatge plurifamiliar semblant a un bloc de pisos. Unes obres integrals que afecten tot l'edifici, però especialment els tres pisos superiors.
Contemplant l'edifici actual amb fotografies antigues, s'observa que estructuralment l'edifici no ha canviat, però presencialment el canvi és significatiu.
La Plaça de la vila d'Amer on es troba l'immoble és considerada com la segona plaça porxada més gran de Catalunya. És per aquest motiu que popularment es coneix amb el nom de Plaça Porxada.
Una de les particularitats de la plaça, és que tots els porxos són diferents, i els edificis que en formen part són d'èpoques i estils molt variats.
El paviment de la Plaça està fet amb llambordes de diferents poblacions de Catalunya.